# Christos Banikas
Christos Banikas (griechisch Χριστόδουλος Μπανίκας; geb. 20. Mai 1978 in Thessaloniki) ist ein griechischer Schachspieler und trägt den FIDE-Titel eines Schachgroßmeisters. 
Banikas gewann die griechischen Jugendmeisterschaften in der Klasse U-12 (1990), in der Klasse U-16 (1993) und U-20 (1996). Die griechische Meisterschaft konnte er in der Zeit von 2000 bis 2005 und von 2008 bis 2009 insgesamt acht Mal gewinnen.
Im Jahre 2001 wurde ihm von der FIDE der Titel des Schachgroßmeisters verliehen.
Banikas spielte für die Nationalmannschaft Griechenlands bei den Schacholympiaden 1996 bis 2002 und 2006 bis 2016, bei der Mannschaftsweltmeisterschaft 2010, bei der er am dritten Brett das zweitbeste Einzelergebnis erreichte, sowie bei den Mannschaftseuropameisterschaften 2001 bis 2017, wobei ihm bei der Mannschafts-EM 2005 das zweitbeste Ergebnis am dritten Brett gelang.
Vereinsschach spielte Banikas in Griechenland für die Mannschaften von Schachakademie DEI Makedonien/Thrakien, AO Kydon-Supersport Chania und SO Peristeriou, mit denen er auch am European Club Cup teilnahm, sowie in Frankreich von 2001 bis 2004 für Echiquier Niçois.